# 1899-ben alapított labdarúgóklubok listája
Ez a lista az 1899-ben alapított labdarúgóklubokat tartalmazza.
- AC Milan
- FC Barcelona
- Beerschot VAC
- AFC Bournemouth
- Cardiff City FC
- Cercle Brugge KSV
- Club Atlético Argentino de Quilmes
- Club Atlético Chalaco
- Club Nacional de Football
- Eintracht Frankfurt
- Ferencvárosi TC
- Olympique Lyonnais
- Olympique de Marseille
- VfL Osnabrück
- SK Rapid Wien
- Stuttgarter Kickers
- Dunakanyar-Vác FC
- Viking FK
- SV Werder Bremen
- TSG Hoffenheim